# Riama inanis
Riama inanis là một loài thằn lằn trong họ Gymnophthalmidae. Loài này được Doan & Schargel mô tả khoa học đầu tiên năm 2003.